# Pedro de Ribadeneira

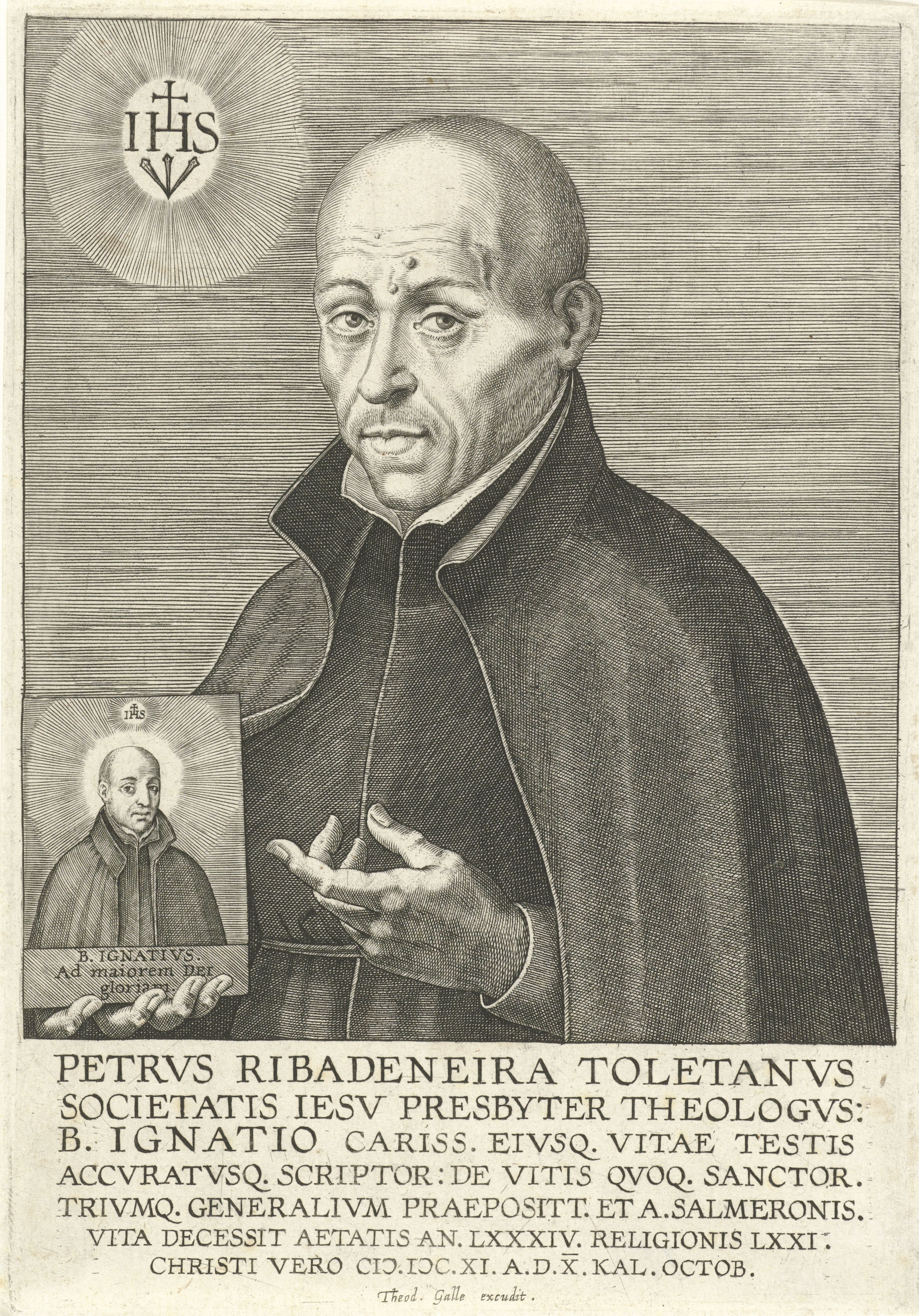
Pedro de Ribadeneira

Pedro de Ribadeneira (* 1. November 1526 in Toledo; † 22. September 1611 in Madrid) war ein spanischer Jesuit, Ordenspolitiker und Historiker.

## Leben
Ribadeneira trat mit dreizehn Jahren als Page in den Dienst des Alessandro Farnese. 1540 wurde er in die Gesellschaft Jesu aufgenommen. Er studierte in Paris, Löwen und Padua. Ab 1549 war er als Lehrer der Rhetorik in Palermo tätig und ab 1552 wurde er erster Leiter des Collegium Germanicum in Rom, wo er 1553 die Priesterweihe empfing.
Ab diesem Zeitpunkt widmete sich Pedro de Ribadeneira der Konsolidierung und Ausbreitung der Gesellschaft Jesu. So war er Provinzial in der Toskana, Kommissar in Sizilien und Assistent der Ordensgenerale für spanische und portugiesische Angelegenheiten. 1560 gründete er das Colegio in Madrid.
1574 kehrte Ribadeneira in seine Heimat zurück und widmete sich der schriftlichen Traditionssicherung der Jesuiten. So schrieb er Biografien zu Ignatius von Loyola, Diego Laínez und Franz von Borgia. Er übersetzte die Werke von Augustinus und Albertus Magnus ins Spanische und schrieb ein Schisma zur englischen Geschichte des 16. Jahrhunderts. Die Schriftsteller und Schriften des Ordens hielt Ribadeneira im Catalogus Scriptorum religionis Societatis Jesu, welches nach seinem Tod von Philipp Alegambe ergänzt wurde, fest.